# Хотел Касина (Београд)
Хотел Касина као један је од три најстарија хотела у Београду, саграђен је 1856. године, за време владавине Милоша Обреновића. Назив „Касина” хотел је добио по италијанској речи Casino која се средином 19. века користила за „летњиковац” и „ресторан”. Спада у категорију хотела са 3 звездице.

## Положај и размештај
Налази се у самом центру Београда на адреси Теразије 15, у градској општини Стари град, преко пута Теразијске чесме, хотела Москва и Теразијске терасе. Удаљен је 500 m од саобраћајног чворишта Зелени венац, 100 метар од Кнез Михаилове улице и палате Албанија, 18 km од међународног аеродрома Никола Тесла, и 2 km од Београдског сајма.
Хотел располаже са 76 стандардних и конфортних соба, 5 апартмана и више других пратећих садржаја: ресторан, две банкет сала за семинаре (50 места), ресторане, бар, казино, ноћни клуб, летњу башту (120 места), мењачницу...). Хотел нема сопствени паркинг простор, тако да за ту намену гости хотела могу користити услуге јавне гараже удаљене око 200 метар од хотела. Хотел има две врсте соба: стандард и конфорт. Све собе су модерно опремљене и климатизоване, имају директну телефонску линију, ТВ, мини бар и купатило. Структура смештајних јединица је следећа:
- 5 апартмана,
- 18 двокреветних и 16 једнокреветних конфортних соба,
- 23 једнокреветне и 19 двокреветних стандардних соба.[2]

## Историја
У другој половини 19. и у првој половини 20. века Теразије су центар друштвеног живота Београда. То је условило на овом простору оснивање првих хотела, кафане и трговинских радњи. Од значајнијих објеката, који су се налазили или се и сада налазе на Теразијама, био је одмах поред хотела „Париз“ и хотела „Балкан” и стари хотел „Касина”, саграђен око 1858. године, а њен први власник био је Стеван Лукић. Створила га је група грађана која је поднела захтев београдским властима за оснивање клуба по угледу на енглеске клубове и дала му име „Касина” које још увек носи.
Одмах по отварању „Касина” је имала значајну улогу у културном, друштвеном, економском и политичком животу Београда, а постао је и место где су одржани састанци београдских еснафа, и у коме су одседали виђенији гости за време боравка у Београду.
Уочи Првог светског рата у хотелу „Касина” био је један од првих сталних биоскопа – Унион, касније назван биоскоп Касина, чији је оснивач био Ђорђе Ђока Богдановић, један од само четири тадашња филмска продуцента у Београду, и једини Србин који је битке Другог балканског рата забележио камером и тако створио непроцењиву историјску грађу.
У великој дворани хотела, по ослобођењу Београда на крају Првог светског рата, једно краће време заседела је и Народна скупштина Краљевине Србије, када је 1918. године, прогласила уједињење Срба, Хрвата и Словенаца.
У хотелу Касина су до 1920. године, приређиване и представе Народног позоришта. У хотелу је једно време произвођено оригинално „хотелско” пиво, уз које су београдски боеми проводили много бесане ноћи.
Међу стални гост овог хотела били су чланови породице Карађорђевић, који су играли  бриџ на спрату хотела и друга београдска елита која је долазила у овај хотел да игра карте, игра на балу или ужива у филмовима хотелског биоскопа. Међу и истакнутим посетиоцима био је и научник и велики пријатељ Србије, Арчибалд Рајс.

## Нови хотел „Касина“
На месту порушеног хотела, који је након 70 година постојања постао нефункционалан и неугледан, 1922. године саграђен је нови (садашњи) хотел „Касина“, у артдеко стилу у коме су балустраде главног степеништа, као и сви француски прозори, били су од кованог гвожђа, а у сутерену је био ресторан, плесна сала и улаз у биоскоп.
Хотел је 1927. године имао 76 опремљених соба са 117 лежајева. У плесној сали су се одржавали балови, од којих је најпознатији био „Цигански бал“, као и грандиозне новогодишње прославе. Биоскопска сала је имала 1.100 места, а у складу са тадашњом модом током пројекције филма, посетиоци су могли да наруче било које јело или пиће од конобара. На репертоару су били одабрани енглески и амерички филмови.
Убрзо након изградње хотел  је одређен број година дат на управљане једној чешкој компанији. Након истека угоовора  о закупу од чешке компаније хотел је преузела у закуп компанија ИКА А.Д. за наредних 10 година. Међутим, закуп је прекинут Другим светским ратом и национализацијом хотела по завршетку рата од стране нове власти 1948. године.